# Rhus tepetate
Rhus tepetate är en sumakväxtart som beskrevs av Standley & P. A. Barkley. Rhus tepetate ingår i släktet sumaker, och familjen sumakväxter. Inga underarter finns listade i Catalogue of Life.